# Milan Stojanović
Milan Stojanović - em sérvio, Милан Стојановић (28 de dezembro de 1911 - 18 de junho de 1985) foi um futebolista iugoslavo. Ele competiu na Copa do Mundo de 1930, sediada no Uruguai, na qual a Iugoslávia terminou na quarta colocação dentre os treze participantes.